# Porcellio vandeli
Porcellio vandeli is een pissebed uit de familie Porcellionidae. De wetenschappelijke naam van de soort is voor het eerst geldig gepubliceerd in 1938 door Karl Wilhelm Verhoeff.